# Каран-Елга (Чишминский район)
Каран-Елга (баш. Ҡаранйылға) — село в Чишминском районе Республики Башкортостан Российской Федерации. Входит в состав Новотроицкого сельсовета.

## География

### Географическое положение
Расстояние до:
- районного центра (Чишмы): 29 км,
- центра сельсовета (Новотроицкое): 9 км,
- ближайшей ж/д станции (Чишмы): 29 км.

## История
В 1925 г. постановлением президиумом ВЦИК деревня Митряево Чишменской волости Уфимского кантона переименована в Каран-Елга.

## Население
| 2002 | 2009 | 2010 |
| ---- | ---- | ---- |
| 186  | ↘145 | ↘130 |

Национальный состав
Согласно переписи 2002 года, преобладающая национальность — татары (88 %).

## Религия
В селе строится мечеть.